# Le anime disegnate. Il pensiero nei cartoon da Disney ai giapponesi
Le anime disegnate. Il pensiero nei cartoon da Disney ai giapponesi è un saggio scritto da Luca Raffaelli.
Inizialmente pubblicato dalla Castelvecchi nel 1994, successivamente ne è stata redatta una versione aggiornata, ampliata dallo stesso autore, e pubblicata nel 2005 dalla casa Minimum fax col titolo: Le anime disegnate: il pensiero nei cartoon da disney ai giapponesi e oltre, a cui ha fatto seguito un'ulteriore edizione aggiornata e ampliata pubblicata da Tunué nel 2018.

## Edizioni
- Luca Raffaelli, Le anime disegnate. Il pensiero nei cartoon da Disney ai giapponesi, Roma, Castelvecchi, 1994,  p. 190, ISBN 978-88-86232-23-4.

- Luca Raffaelli, Le anime disegnate. Il pensiero nei cartoon da Disney ai giapponesi e oltre, Roma, Minimum Fax, 2005,  p. 273, ISBN 978-88-7521-067-0.

- (FR) Luca Raffaelli, Les Ames dessinées du cartoon aux mangas, Parigi, Dreamland, 1996,  p. 174, ISBN 978-2-910027-15-5.